# HTC Touch Diamond
HTC Touch Diamond är en mobiltelefon mobiltelefontillverkaren HTC. Telefonen ingår i produktsegmentet Smartphones.

## Specifikationer
- Processor: Qualcomm MSM7200A, 528 MHz
- Operativsystem: Windows Mobile 6.5 Professional
- Internminne: 478 MB
- Dimensioner: 107.90 X 54.1 X 13.9 mm
- Vikt: 203.5 gram
- Display: 3.2-tums TFT-LCD Touch-skärm
- Upplösning: 480 X 640 VGA
- Nätverk: HSDPA/WCDMA: Europa/ Asien: 900/2100 MHz,upp till 7.2 Mb/s nedströms, och 2Mb/s uppströms
- Quad-band GSM/GPRS/EDGE: Europa/Asien: 850/900/1800/1900 MHz
- Inmatningsmetod: TouchFLO™ 3D
- GPS: Inbyggd GPS
- Anslutningar: Bluetooth 2.0
- Wi-Fi: IEEE 802.11 b/g
- Kamera: 5.2 megapixel med autofokus
- Ljudformat som stödjs:	AAC, AAC+, eAAC+, AMR-NB, AMR-WB, QCP, MP3, WMA, WAV, MIDI, M4A
- Videoformat som stödjs: WMV, ASF, MP4, 3GP, 3G2, M4V, AVI
- Batteri: Lithium-ion batteri
- Taltid: Upp till 640 minuter
- Passningstid:Upp till 460 timmar